# Louna
Louna je ruská rocková kapela z Moskvy. Jméno je odvozeno od tvůrčího pseudonymu zpěvačky Lu (jméno Lusine je v podstatě Měsíc z arménského լուսին (lusin) - měsíc).

## Historie
Základ skupiny tvoří členové moskevské alternativní skupiny Tracktor Bowling Lusine Gevorkjan s Vitalijem Děmiděnko. K nim se připojili kytaristi Ruben Kazarjan, Cergej Ponkraťjev a bubeník Leonid Knizburskij. Důraz novopečeného kolektivu byl zaměřen na silnou zvukovou složku v kombinaci s inteligentním projevem textů.
Chceme, aby naše hudba posluchače nejen nabila energií, ale aby je také přiměla přemýšlet. Dle vyjádření skupiny Louna o své práci.
První vystoupení skupiny se uskutečnilo 23. května v roce 2009 v moskevském klubu Točka a je zároveň považováno za datum vzniku kapely. V roce 2009 získala hudební ocenění RAMP v kategorii Objev roku.
V létě 2010 natočila skupina své debutové album Сделай громче! (Dej nahlas!), které vyšlo na podzim toho roku a stalo se zlomovou událostí v historii kapely. Nestandardní hudební materiál a jasně ostrý projev o sociálních postojích v písních vyvolalo zájem veřejnosti i médií.
V polovině ledna 2011 byla skladba Бойцовский клуб (Klub rváčů), zařazena do rotace stanice NAŠE rádio a o týden později vstoupila do hudební soutěže Чартoва дюжина (Hudební tucet). Píseň vystoupala až na druhé místo a celkově se v žebříčku soutěže se udržela 16 týdnů. Později v létě 2011 se píseň Сделай громче! (Dej nahlas!) během měsíce umístila na první příčce jmenované soutěže a vydržela dva týdny.
V únoru skupina představila společnou samostatnou píseň s Rustěmom Bulatovym (zpěvákem skupiny Lumen) s názvem Кому веришь ты? (Komu ty věříš?).
V létě 2011 se na základě pozvání organizačního výboru stane jedním s hlavním interpretů festivalu Našestvija-2011, společně s dalšími slavnými kapelami ruského rocku jakým jsou DDT, Kipělov, Bi-2, Alisa, Korol i Šut a další.
V prosinci 2011 byla skupina nominována na výroční ceny hudební soutěže Чартoва дюжина (Hudební tucet) ve třech kategoriích a to Průlom, Píseň roku a Sólista roku. Kapela byla také pozvána na slavnostní předávání cen které se událo 7. března 2012 v Crocus City Hall (Šafránová Městská Hala).

### Время X (Čas X), anglicky zpívaná a živá alba
V únoru 2012 vyšlo album Время X (Čas X). Disk obsahuje řadu písní s protestní tematikou a silně lyrickou kompozicí. V březnu roku 2012 se v Moskvě a Petrohradu uskutečnily koncerty na podporu alba. Nahrávání se také účastnil lídr skupiny Ljapis Trubeckoj Sergej Michalok a vůdce kultovní skupiny NAIV Alexandr Ivanov.
Píseň Каждый вправе (Každý v právu) z nového alba se od února 2012 udržela 2 měsíce v hudební soutěži Чартoва дюжина (Hudební tucet) a dostala se až na třetí místo. Od srpna téhož roku se píseň Mama udržela tři týdny na prvním místě hudební soutěže a celkově se udržela 13 týdnů.
25. ledna 2013 bylo oznámeno, že anglicky zpívané album se bude jmenovat Behind a Mask (Za maskou) a bude vydáno u nakladatelství Red Decade Records. 24. února 2013 zpěvačka skupiny Lusine Gevorkjan obdržela cenu Nejlepší sólistka.
V březnu 2013 vychází dvojdiskové koncertní DVD album s názvem Проснись и пой! (Probuď se a zpívej!). Snímek byl natočen 26. října v moskevském klubu MILK Moscow. Začátkem března vyšel živý videoklip k písni Проснись и пой! (Probuď se a zpívej!). Skupina vyrazila na jarní turné, kde mnoho vystoupení bylo již dopředu vyprodáno.
30. dubna 2013 vyšlo anglojazyčné album Behind a Mask (Za maskou). Album obsahovalo písně z předešlých alb a o přebásnění do anglického jazyka se postaral americký básník a přítel kapely Travis Leak, který se stal organizátorem turné skupiny po Spojených státech. Album získalo pozitivní ohlas.

### Мы – это Louna (My – to je Louna) a turné po Spojených státech (2013–2014)
V létě 2013 započalo natáčení nového alba, aniž by skupina přerušila živá vystoupení. Na festivalech se skupina Louna vystupovala jako jedna z hlavních hvězd.
Na podzim roku 2013 uskutečnila kapela turné a vystoupila celkem ve 26 městech ve Spojených státech a to společně s americkou kapelou The Pretty Reckless a anglickou kapelou Heaven’s Basement.
19. září 2014 skupina oznámila název a obsah nového alba. Album bylo natočeno prostřednictvím produktu hromadného financování a samotná sbírka byla otevřena na portálu Planeta.ru a byla označena jako jedna z nejúspěšnějších při financování hudebních projektů v Rusku. Album Мы – это Louna (My – to je Louna) vyšlo 1. prosince 2014. Prezentace alba proběhla opět v Moskvě v klubu Arena a Petrohradu v klubu Kosmonaut a vystoupení byly vyprodány.
Na jaře 2014 bylo naplánováno turné a vstupenky na koncert byly v mnoha městech vyprodány. Díky těhotenství zpěvačky skupiny, byla část turné přeložena na jaro následujícího roku.

### Turné Ещё громче! (Znovu nahlas) a Песни о мире (Píseň o světě) (2015)
7. února 2015 se skupina Louna vrátila ke koncertní činnosti a uskutečnil se velký sólový koncert v moskevském klubu Ray Just Arena (Aréna Jako Parsek). Lístky na koncert byly během dvou dnů vyprodané. Zájem o skupinu vzrostl i ze strany médií a kapela začala být aktivněji zvána do vysílání rádiových stanic.
Do května roku 2015 kapela koncertovala ve čtyřiceti městech od Murmanska po Irkutsk pokrývající prakticky všechny regiony Ruska. Celkově se toto turné stalo největší co do celkového počtu lidí, kteří navštívili koncerty. Téměř ve všech městech měla skupina koncert vyprodaný.
30. května 2015 vyšla sbírka nejlepších písní The Best of a tento výběr byl sestaven jak samotnými členy skupiny tak i posluchači.
Na jaře 2015 skupina připravuje vystoupení se symfonickým orchestrem. Na velkých ruských festivalech se Louna zařazuje mezi nejžádanější kapely. Mezi festivaly skupina usilovně pracuje na akustických úpravách svých písní pro vystoupení se symfonickým orchestrem a toto vystoupení chtějí členové zaznamenat na DVD. Za účelem sehnání financí na chystané DVD, otevřeli na planeta.ru projekt hromadného financování.
Na konci října 2015 začala kapela zkoušet se symfonickým orchestrem Globalis. První zkoušky se uskutečnily ve studiích společnosti Mosfilm a zúčastnili se jich jak zástupci médií tak i akcionáři Planety, kteří projekt podpořili. 19. listopadu 2015 se v Crocus City Hall (Šafránová Městská Hala) uskutečnil první koncert v historii skupiny za účasti symfonického orchestru, na který se prodaly téměř všechny vstupenky. Název programu byl Píseň o světě. Dirigent Anton Šaburov, který řídil orchestr, napsal orchestrální úpravu pro všechny hrané skladby.

### Дивный новый мир (Neobyčejný nový svět), Полюса (Protipól), Panopticon (Panoptikum) a 10. výročí kapely.
Na konci ledna roku 2016 skupina oznámila maxi vydání samostatné písně s názvem 18+. 9. března 2016 vydává skupina ve formátu 2CD a 2DVD živé album Песни о мире (Píseň o světě), nahrané se symfonickým orchestrem Globalis v listopadu roku 2015. Součástí alba byl i dokument o vzniku a přípravách na daný koncert.
V létě a na podzim 2016 hudebníci pracovali na novém albu, které vyšlo 9. prosince 2016 pod názvem Дивный новый мир (Neobyčejný nový svět). Do alba se dostali i skladby z maxi vydání písně 18+.
Na jaře 2017 bylo uspořádáno turné na podporu nového alba Дивного нового мира (Neobyčejný nový svět). Prezentace alba proběhla v Moskvě 25. března 2017 a při té příležitosti byly natočeny materiály k písním Громче и злей! (Hlasitější a zlý!) a Родина (Rodina).
V létě 2017 skupina vystupovala na festivalech a zároveň připravovala podklady pro nové album.
30. prosince 2017 byl oznámen název nového alba s názvem Полюса (Protipól). Bylo také oznámeno vydání anglojazyčného alba Panopticon (Panoptikum), které bude obsahovat písně přeložené do angličtiny z alb Мы – это Louna (My – to je Louna) a Дивный новый мир (Neobyčejný nový svět).
V únoru 2019 se kapela vydala na druhou část turné na podporu alba Полюса (Protipól). Byly uspořádány koncerty na počest 10. výročí založení kapely a k tomuto výročí vyšlo také trojité vydání skládající z alba X (The Best of), knihy a filmu o skupině.
14. května 2019 byl představen nový videoklip na píseň Тоннель (Tunel).
22. srpna 2019 vyšel videoklip k písni S.N.U.F.F.
20. září 2019 ze skupiny odchází kytarista Ruben Kazarjan a na jeho místo přichází Ivan Kilar.

### 2020 – současnost
20. dubna 2020 vyšel videoklip na akustickou verzi písně Вендетта (Odplata). 4. dubna 2020 byla představena píseň současně Из этих стен (Z těchto stěn).
30. dubna 2020 odehráli členové kapely Lusine (Lu) Gevorkjan, Vitalij (Vit) Děmiděnko domácí koncert na podporu nadace boje proti leukémii (Фонда борьбы с лейкемией). Archivní kopie záznamu byla pověšena od 7. května na Wayback Machine a vybralo se více než 200 tisíc rublů.
18. června 2020 spustila kapela na stránkách webu planeta.ru projekt hromadného financování chystaného nového alba.
17. září 2020 byl představen videoklip k písni Станем стеной (Stanem se stěnou).
1. října 2020 vyšel videoklip k písni Сигнал в пустоте (Signál v prázdnotě) a stal se třetí samostatnou písní z připravovaného alba.
2. října 2020 skupina vydala nové album Начало нового круга (Začátek nového kruhu).

## Sestava

### Současná sestava
- Lusine (Lu) Gevorkjan - zpěv, klávesy (na klávesy hraje převážně ve studiu, na koncertech velmi málo).

- Vitalij (Vit) Děmiděnko - baskytra, vedlejší zpěv.

- Ivan Kilar - elektrická kytara, akustická kytara, vedlejší zpěv (v setavě od roku 2019).

- Sergej (Srž) Ponkratjev - elektrická kytara, akustická kytara, vedlejší zpěv.

- Leonid (Pilot) Knizburskij - bicí.

### Dřívější členové
Ryben (Ru) Kazarjan - elektrická kytara, akustická kytara, vedlejší zpěv (2008-2019)

### Administrativní pracovníci
- Anton Ďjačenko - Ředitel

- Alexej Bigildin- Vedoucí pro vztahy s veřejností

- Ljudmila Leonťjeva - Vedoucí organizací koncertních vystoupení

### Technický personál
- Nikita Krasnov - stylistické zpracování osvětlení

## Diskografie

### Alba
| Rok  | Název               | překlad              | odkaz Spotify |
| ---- | ------------------- | -------------------- | ------------- |
| 2010 | Сделай громче!      | Dej nahlas!          | odkaz         |
| 2012 | Время X             | Čas X                | odkaz         |
| 2013 | Behind a Mask       | Za Maskou            | odkaz         |
| 2013 | Мы — это Louna      | My — to je Louna     | odkaz         |
| 2016 | Дивный новый мир    | Neobyčejný nový svět | odkaz         |
| 2018 | Полюса              | Protipól             | odkaz         |
| 2018 | Panopticon          | Panoptikum           | odkaz         |
| 2020 | Начало нового круга | Začátek nového kruhu | odkaz         |

### Koncertní alba
| Rok  | Název                               | Překlad            | odkaz Spotify |
| ---- | ----------------------------------- | ------------------ | ------------- |
| 2013 | Проснись и пой!                     | Probuď se a zpívej | odkaz         |
| 2016 | Песни о мире                        | Písně o světě      | odkaz         |
| 2020 | Live Show (Re:Public Minsk Belarus) | Živá zábava        | odkaz         |

### Sborníky
| Rok  | Název                  | Překlad             | odkaz |
| ---- | ---------------------- | ------------------- | ----- |
| 2015 | The Best of            | To Nejlepší         | odkaz |
| 2019 | X (The Best of)        | X (To Nejlepší)     | odkaz |
| 2021 | Обратная сторона LOUNA | Rubová strana LOUNA | odkaz |

### Samostatné písně
| rok  | Název                                                    | Překlad                                   | odkazy Spotify |
| ---- | -------------------------------------------------------- | ----------------------------------------- | -------------- |
| 2009 | Армагеддон                                               | Amagedon                                  | odkaz          |
| 2009 | Чёрный                                                   | Černý                                     | odkaz          |
| 2009 | Белый                                                    | Bílý                                      | odkaz          |
| 2010 | Солнце                                                   | Slunce                                    | odkaz          |
| 2011 | Кому веришь ты?                                          | Komu věříš?                               | odkaz          |
| 2012 | Mama                                                     | Máma                                      | odkaz          |
| 2013 | Business                                                 | Obchod                                    | odkaz          |
| 2016 | 18+ (maxi vydání)                                        |                                           | odkaz          |
| 2018 | Колыбельная                                              | Ukolébavka                                | odkaz          |
| 2018 | Лопасти                                                  | Listy                                     | odkaz          |
| 2018 | Так                                                      |                                           | odkaz          |
| 2018 | Другие                                                   | Jiní                                      | odkaz          |
| 2018 | Shadow Kingdoms (hostující Craig Mabbit, Kevin Thrasher) | Stín Království                           | odkaz          |
| 2018 | Brave New World                                          | Nový Lepší Svět                           | odkaz          |
| 2019 | S.N.U.F.F.                                               |                                           | odkaz          |
| 2020 | Полюса                                                   | Pól                                       | odkaz          |
| 2020 | Песня о мире (akustická verze)                           | Píseň o světě                             | odkaz          |
| 2020 | Сердца из стали (akustická verze)                        | Srdce z oceli                             | odkaz          |
| 2020 | Вендетта (akustická verze)                               | Odplata                                   | odkaz          |
| 2020 | Из этих стен                                             | Z těchto stěn                             | odkaz          |
| 2020 | В бой (трибьют ДДТ)                                      | Bojovat (Pocta DDT formou převzaté písně) | odkaz          |
| 2020 | Станем стеной                                            | Stanem se stěnou                          | odkaz          |
| 2020 | Сигнал в пустоте                                         | Signál v prázdnotě                        | odkaz          |
| 2021 | Незабудка                                                | Pomněnka                                  | odkaz          |
| 2021 | Напрoлoм (Comeback Kid cover)                            | Naprolom-Vrať Děcko na obal               | odkaz          |

## Videoklipy
| rok  | Název                                              | Překlad                | Album               | Odkaz |
| ---- | -------------------------------------------------- | ---------------------- | ------------------- | ----- |
| 2009 | Armageddon (Армагеддон)                            | Moskva                 | Сделай громче!      | odkaz |
| 2010 | Začem? (Зачем?)                                    | Proč?                  | Сделай громче!      | odkaz |
| 2010 | Sdělaj gromče! (Сделай громче!)                    | Dej nahlas!            | Сделай громче!      | odkaz |
| 2011 | Karma mira (Карма мира)                            | Karma světa            | Сделай громче!      | odkaz |
| 2011 | Мой рок-н-ролл (в 3D-формате)                      | Můj rok-n-roll         | Сделай громче!      | odkaz |
| 2012 | Мама                                               | Máma                   | Время X             | odkaz |
| 2012 | Mama                                               | Máma                   | Behind a Mask       | odkaz |
| 2012 | Ljudi smotrjat vverch (Люди смотрят вверх)         | Lidé vidí vzhůru       | Время X             | odkaz |
| 2013 | Business                                           | Obchod                 | Behind a Mask       | odkaz |
| 2013 | Prosnis i poj! (Проснись и пой!)                   | Probuď se a zpívej!    | Время X             | odkaz |
| 2013 | Up There                                           | Nahoře jsou            | Behind a Mask       | odkaz |
| 2013 | Noč, doroga i rok (Ночь, дорога и рок)             | Noc, silnice a osud    | Время X             | odkaz |
| 2014 | S toboj (С тобой)                                  | S tebou                | Мы — это Louna      | odkaz |
| 2016 | Obyčnyj čelověk Обычный человек                    | Obyčejný člověk        | Дивный новый мир    | odkaz |
| 2017 | Gromče i zlej! (Громче и злей!)                    | Hlasitější a krutější! | Дивный новый мир    | odkaz |
| 2017 | Rodina (Родина)                                    | Rodina                 | Дивный новый мир    | odkaz |
| 2017 | Весна (hostující skupina Pornofilmy (Порнофильмы)) | Jaro                   | Дивный новый мир    | odkaz |
| 2018 | Poljusa (Полюса)                                   | Pól                    | Полюса              | odkaz |
| 2018 | Iskusstvo (Искусство)                              | Umění                  | Полюса              | odkaz |
| 2018 | Ognja (Огня (live))                                | Oheň                   | Полюса              | odkaz |
| 2018 | Kolybelnaja (Колыбельная)                          | Ukolébavka             | Полюса              | odkaz |
| 2019 | Tonnel (Тоннель)                                   | Tunel                  | X (The Best Of)     | odkaz |
| 2019 | Мой рок-н-ролл (2019 Edition)                      | Můj rokenrol           | X (The Best Of)     | odkaz |
| 2019 | Poljusa (Полюса)                                   | Pól                    | Полюса              | odkaz |
| 2020 | Iz etich stěn (Из этих стен)                       | Z těchto stěn          | Начало нового круга | odkaz |
| 2020 | Staněm stěnoj (Станем стеной)                      | Stanem se stěnou       | Начало нового круга | odkaz |
| 2021 | Dom-na-krovi (Дом-на-крови)                        | Dům zlé krve           | Начало нового круга | odkaz |

## Úspěchy a ocenění
- Rocková alternativní hudební cena (RAMP) pro rok 2009 v kategorii Objev roku 2008-2009.

- 1. místo v hitparádě Чартoва дюжина (Hudební tucet) stanice Naše rádio v roce 2011 s písní Сделай громче! (Dej nahlas!).
- Výroční cena stanice Naše rádio hitparády Чартoва дюжина (Hudební tucet) v kategorii Píseň roku pro rok 2012 s písní Бойцовский клуб (Klub zápasníků).
- 1. místo v hitparádě Чартoва дюжина (Hudební tucet) stanice Naše rádio v roce 2011 s písní Mama (Máma).
- Výroční cena stanice Naše rádio Чартoва дюжина (Hudební tuce)t v kategorii Sólista roku pro rok 2013 udělena Lusine (Lu) Gevorkjan.
- V roce 2014 se písně skupiny umístily v první 500 nejlepších písní stanice Naše rádio. Píseň Mama 11 místo a píseň Сделай громче! 20 místo[4].
- 1. místo v hitparádě Чартoва дюжина (Hudební tucet) stanice Naše rádio v roce 2014 s písní Действуй! (Pracuj!).
- 1. místo v hitparádě Чартoва дюжина (Hudební tucet stanice) Naše rádio v roce 2015 s písní Дорога бойца (Silnice bojovníka)
- Výroční cena stanice Naše rádio hitparády Чартoва дюжина (Hudební tucet) v kategorii Sólista roku pro rok 2018 udělena Lusine (Lu) Gevorkjan.
- 1. místo v hitparádě Чартoва дюжина (Hudební tucet) stanice Naše rádio v roce 2018 s písní Колыбельная (Ukolébavka).
- 1. místo v hitparádě Чартoва дюжина (Hudební tucet) stanice Naše rádio v roce 2018 s písní Искусство (Ukolébavka).
- Výroční cena stanice Naše rádio hitparády Чартoва дюжина (Hudební tucet) v kategorii Skupina roku pro rok 2020.